# Camponotus cordiceps
Camponotus cordiceps é uma espécie de inseto do gênero Camponotus, pertencente à família Formicidae.